# Ramiro Castillo
Ramiro Castillo Salinas (Coripata, La Paz, 27 de marzo de 1966-La Paz, 18 de octubre de 1997) fue un futbolista boliviano. Se desempeñó como centrocampista y jugó con la selección de fútbol de Bolivia.
Castillo desarrolló gran parte de su carrera futbolística en el fútbol argentino, jugando en Argentinos Juniors y River Plate, entre otros clubes. Su último club fue el Bolívar, equipo para el cual jugó hasta su suicidio en 1997.
Con la selección de Bolivia, jugó el Mundial de Estados Unidos 1994, alcanzando el vigesimoprimer puesto.

## Trayectoria
Comenzó su carrera profesional en el club paceño The Strongest (1985-1987), club en el que tuvo un segundo ciclo (1992-1993) y un tercer ciclo (1996). Más adelante, pasaría al fútbol argentino, en donde desarrolló la mayor parte de su carrera. En Argentina, jugó en Instituto de Córdoba entre 1987 y 1988, Argentinos Juniors entre 1988 y 1990, River Plate entre 1990 y 1991, Rosario Central de 1991 a 1992 y Platense entre 1993 y 1994. En Chile, fue gran figura en Everton de Viña del Mar en 1995. En 1996, tuvo un retorno triunfal en The Strongest. En el año 1997, Ramiro Castillo pasaría a vestir la camiseta del Club Bolívar.
Ramiro Castillo, quien era apodado Chocolatín debido al color de su piel, es poseedor de un récord del fútbol argentino: es el boliviano con más apariciones, con 146 partidos jugados y 10 goles convertidos.
También fue figura de la selección nacional boliviana, con la cual disputó 52 partidos, anotando 5 goles, entre 1989 y 1997.
Formó parte de los planteles de la Copa América 1997, organizada por Bolivia, y del Mundial de Estados Unidos 1994.
Bolivia se clasificó subcampeón de aquella edición de la Copa América, tras perder la final ante Brasil por 3 a 1. Poco antes del comienzo del partido final, estando Castillo en el Estadio Hernando Siles preparándose para disputar el partido, recibió la noticia sobre la hospitalización por hepatitis de su hijo José Manuel, de siete años de edad. El 30 de junio de 1997, el estado de su hijo se agravó y finalmente falleció.

## Selección nacional

### Participación enCopas del Mundo
| Mundial             | Sede           | Resultado      | PJ | Goles |
| ------------------- | -------------- | -------------- | -- | ----- |
| Mundial de USA 1994 | Estados Unidos | Fase de grupos | 1  | 0     |

### Participaciones enCopas América
| Torneo                 | Sede                   | Resultado              | PJ | Goles |
| ---------------------- | ---------------------- | ---------------------- | -- | ----- |
| Copa América 1989      | Brasil                 | Fase de grupos         | 2  | 0     |
| Copa América 1991      | Chile                  | Fase de grupos         | 4  | 0     |
| Copa América 1993      | Ecuador                | Fase de grupos         | 3  | 0     |
| Copa América 1997      | Bolivia                | Subcampeón             | 5  | 1     |
| Total en Copas América | Total en Copas América | Total en Copas América | 14 | 1     |

### Participaciones enEliminatorias al Mundial
| Eliminatoria                          | Sede del Mundial       | Posición               | Resultado              | PJ | Goles |
| ------------------------------------- | ---------------------- | ---------------------- | ---------------------- | -- | ----- |
| Eliminatorias Mundial de USA 1994     | Estados Unidos         | 2°lugar 11pts Grupo B  | Clasificado            | 3  | 0     |
| Eliminatorias Mundial de Francia 1998 | Francia                | 8°lugar 17pts          | Eliminado              | 12 | 2     |
| Total en Eliminatorias                | Total en Eliminatorias | Total en Eliminatorias | Total en Eliminatorias | 15 | 2     |

## Clubes
| Club                 | País      | Año       |
| -------------------- | --------- | --------- |
| The Strongest        | Bolivia   | 1985-1987 |
| Instituto de Córdoba | Argentina | 1987-1988 |
| Argentinos Juniors   | Argentina | 1989-1990 |
| River Plate          | Argentina | 1990-1991 |
| Rosario Central      | Argentina | 1991-1992 |
| The Strongest        | Bolivia   | 1992-1993 |
| Platense             | Argentina | 1993-1994 |
| Everton              | Chile     | 1995      |
| The Strongest        | Bolivia   | 1996      |
| Bolívar              | Bolivia   | 1997      |

## Suicidio
Luego de la pérdida de su hijo, Ramiro Castillo entró en un profundo pozo depresivo, aislándose del mundo exterior y, a pesar de que muchos amigos y colegas futbolistas intentaron ayudarlo a superar esa situación, él nunca pudo lograrlo. Finalmente, casi cuatro meses después de la muerte de su hijo, se suicidó. Su cuerpo fue hallado ahorcado con una corbata, en la mañana del sábado 18 de octubre de 1997, en su casa de Achumani, al sur de La Paz.
Como consecuencia del fallecimiento de Ramiro Castillo, la Federación Boliviana de Fútbol declaró treinta días de duelo y suspendió el clásico entre Bolívar y The Strongest, que debía jugarse al día siguiente.
Ramiro Castillo jugó su último partido el 12 de octubre de 1997, para la selección de Bolivia ante Ecuador, por las eliminatorias del Mundial de Francia 1998.
Poco después de su fallecimiento, fue recordado con un minuto de silencio en un partido del fútbol argentino entre Platense (su último club en Argentina) y Gimnasia y Esgrima de Jujuy (equipo en el cual jugaban por aquel entonces su hermano Iván Sabino Castillo y su compatriota Óscar Sánchez), partido en el cual los jugadores de ambos equipos portaron un brazalete negro en memoria de Ramiro Castillo.